# Republika

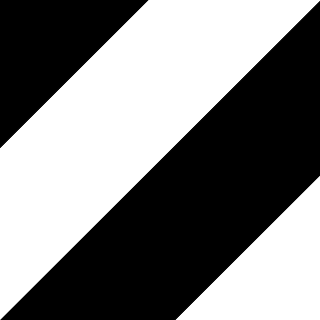
Офіційні кольори групи

Republika — польський рок-гурт, представник напрямку нова хвиля. Активний у 1981—2001 роках.

## Учасники групи
- Ґжеґож Цєховскі — вокал, клавішні, флейти
- Славомір Чісельський — барабани, вокал, флейти
- Збігнєв Кживанський — акустична гітара, електрогітара, вокал
- Павло Кучинський — бас-гітара (1981—1986)
- Лешек Біолік — бас-гітара, вокал, флейти, акустична гітара, електро-гітара
- Яцек Родзевич - клавішні, саксофон. (1990-ті)
- Хосе Торрес — додаткові ударні.(1990-ті)

## Дискографія
- 1983 Nowe sytuacje
- 1984 1984
- 1984 Nieustanne tango
- 1991 1991
- 1993 Siódma pieczęć
- 1995 Republika marzeń
- 1998 Masakra
- 2002 Ostatnia płyta